# Quamtana leptopholcica
Quamtana leptopholcica är en spindelart som först beskrevs av Embrik Strand 1909.  Quamtana leptopholcica ingår i släktet Quamtana och familjen dallerspindlar. Inga underarter finns listade i Catalogue of Life.